# Barbro Ulfvarson

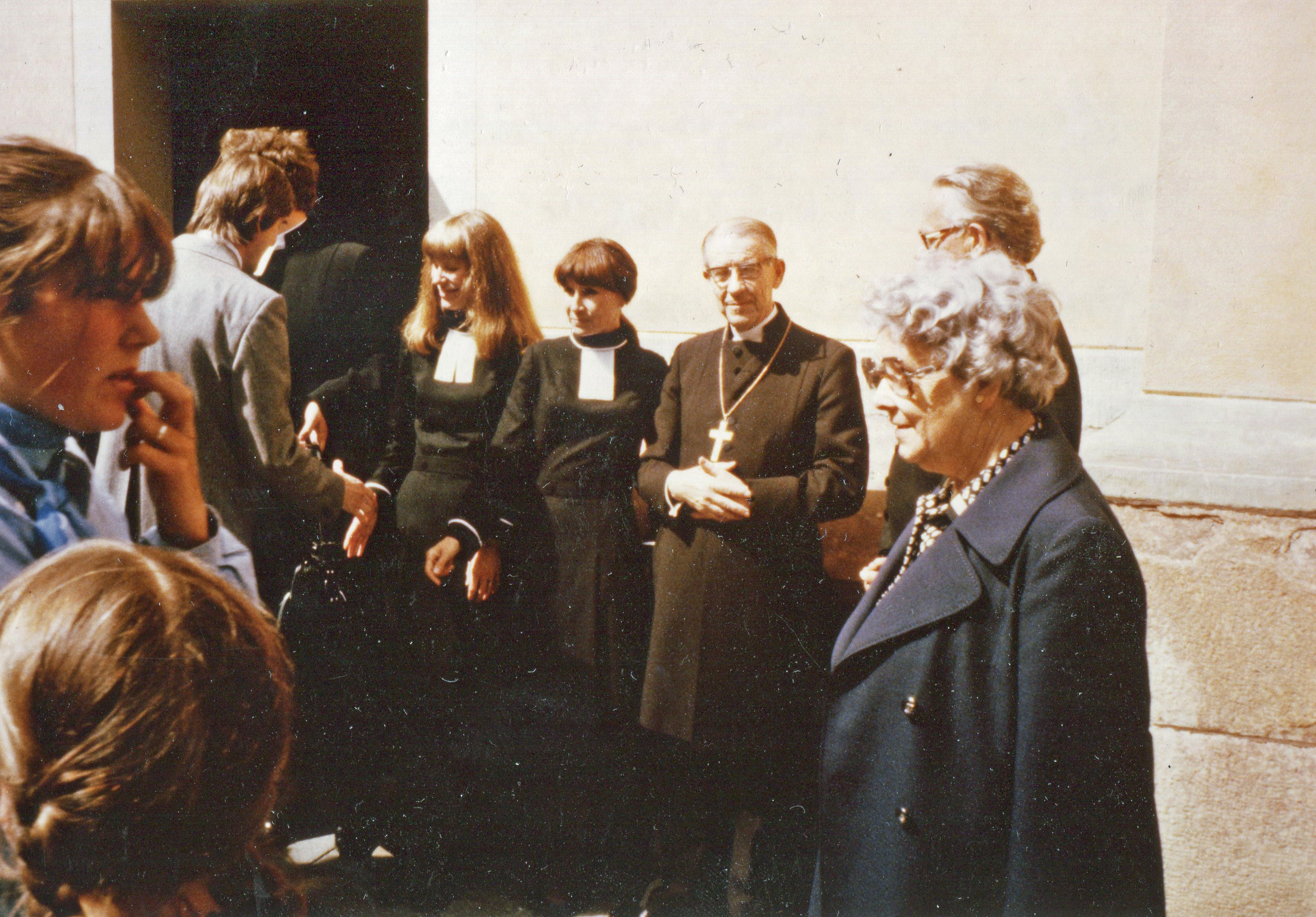
Fr.v. Kerstin Billinger, Barbro Ulfvarson, biskop Ingmar Ström, direktor Gösta Wrede (delvis skymd), Ingrid Wrede. Utanför Storkyrkan i Stockholm efter prästvigningen den 10 juni 1979.

Barbro Marita Ulfvarson, född Törnroos 1934 Mariehamn, är präst i Svenska kyrkan.

## Biografi
Ulfvarson  blev Teol. kand. 1979 och prästvigd 10 juni 1979 för Stockholms stift av biskop Ingmar Ström. Hon bedrev tidigare studier vid Konstfack och arbetade vid Kooperativa förbundets reklamavdelning. I början av 1980-talet utbildades hon vid S:t Lukas i samtalsterapi och själavård samt i drömanalys. År 1992–1994 genomgick hon  utbildning till arbetslivspräst vid Uppsala Universitet.
Barbro Ulfvarson anställdes som studentpräst i Engelbrekts församling 1979–1985. Åren 1984–1991 var hon arbetsledande komminister i Hjorthagens distriktskyrka. Därefter blev hon kultur- och arbetslivspräst i Engelbrekts församling för Östermalms kontrakt. Hon var samtidigt kaplan vid Stockholms Teologiska Institut (ITH), en filial till teologiska fakulteten vid Uppsala Universitet under åren 1980–1994. Som kaplan var hon själavårdare och deltog i utbildningen för blivande präster bland annat i Svenska kyrkans tro och lära med betoning på lutherdomen och Martin Luthers liv och verk. Under denna tid utvecklade Barbro Ulfvarson en serie uppmärksammade och välbesökta retreater med meditativa övningar enligt sin metod. De innehöll exempelvis analys av bibeltexter genom att varje deltagare fick låna en självvald biblisk persons identitet och återberätta ett händelseförlopp ur den valda personens tänkta synvinkel.
Barbro Ulfvarson var efter pensionering 1999 anställd som präst i Lidingö församling fram till 2007. 
Ulfvarson var en av huvudmännen för Stockholms Teologiska Institut, ITH. Hon var sekreterare i styrelsen för Svensk Kyrkotidning. Hon var initiativtagare och sammankallande i en kommitté för att skapa en enhetlig och vacker ämbetsdräkt för präster som är kvinnor.
Ulfvarson engagerade sig redan före sin prästvigning och hela tiden därefter för kvinnans rätt till prästämbetet utan inskränkningar och på alla nivåer, emot samvetsklausulen och emot Svenska kyrkans fria synod. År 1982 grundade hon tillsammans med Elisabeth Olander och Kerstin Lindquist Forum för kvinnliga präster i Stockholms stift, och var en tid dess ordförande.